# Günther Bröker
Günther Walter Hans Artur Bröker (* 2. Mai 1931 in Breslau; † 20. Februar 1995 in Halle (Saale)) war ein deutscher Theologe und Christlicher Archäologe.

## Leben
Günther Bröker studierte nach dem Abitur in Apolda ab 1950 evangelische Theologie an der Universität Leipzig. 1956 legte er dort die theologische Abschlussprüfung ab und wurde 1960 zum Dr. theol. promoviert. Ab Dezember 1961 war er als wissenschaftlicher Mitarbeiter an der Frühchristlich-byzantinischen Sammlung der Staatlichen Museen zu Berlin tätig, 1968 wurde er zum Kustos ernannt. Ende Mai 1972 wurde sein Arbeitsverhältnis aufgrund der Verweigerung der Aufenthaltserlaubnis für Ostberlin beendet. Er lebte danach in Halle und schrieb auf freiberuflicher Basis zahlreiche Artikel zu antiken Künstlern für das Allgemeine Künstlerlexikon (Band 1–6), die im Künstlerlexikon der Antike nachgedruckt wurden.

## Veröffentlichungen (Auswahl)
- Die Lehre von der Sünde bei Paulus und im Schrifttum der Sekte von Qumrân. Eine theologisch-terminologische Vergleichung. Dissertation Universität Leipzig 1960 (ungedruckt).
- mit Thea Joksch: Wegleitung durch die frühchristlich-byzantinische Sammlung. Staatliche Museen zu Berlin, Berlin 1964.
- Koptische Stoffe (= Insel-Bücherei Nr. 860). Insel-Verlag, Leipzig 1967
- Ikonen (= Insel-Bücherei Nr. 875). Insel-Verlag, Leipzig 1968
- Faras. Staatliche Museen zu Berlin, Berlin 1968.